# Diaconicon

Położenie Diaconicon

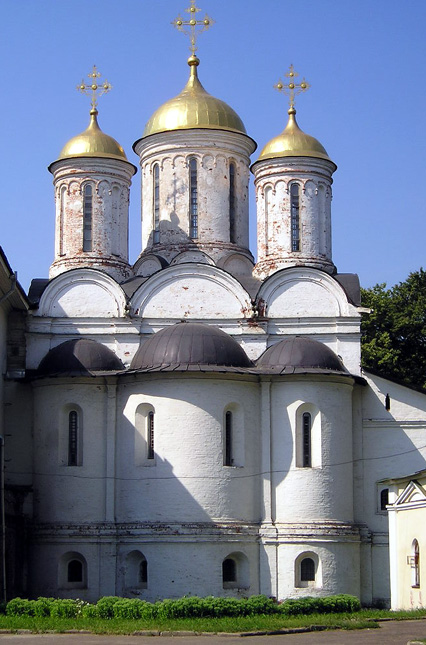
Diaconicon (po lewej) w cerkwi

Diaconicon (diakonikon od gr. διάκονος „sługa”) – apsyda zamykająca nawę boczną w budowlach trójnawowych. Diaconicon przeznaczony był do przechowywania szat księży, służył także jako przebieralnia. Do diaconiconu wierni nie mieli wstępu, ze względu na umieszczenie go w przestrzeni za ikonostasem.